# Judo-Europameisterschaften der Frauen 1978
Die Judo-Europameisterschaften 1978 der Frauen fanden am 11. November in Köln statt.  
Die Mannschaft aus dem Gastgeberland stellte mit vier Titelträgerinnen eine weniger als im Vorjahr bei den Europameisterschaften in Arlon. Ingrid Berg gewann ihren zweiten Titel in Folge, Christiane Kieburg ihren dritten Titel und Edith Hrovat siegte bei den vierten Europameisterschaften zum vierten Mal.

## Ergebnisse
| Gewichtsklasse                 | Gold               | Silber            | Bronze                                   |
| ------------------------------ | ------------------ | ----------------- | ---------------------------------------- |
| Superleichtgewicht (bis 48 kg) | Jane Bridge        | Annie Vial        | Christine Jankowski Maria Luisa Iglesias |
| Halbleichtgewicht (bis 52 kg)  | Edith Hrovat       | Sacramento Moyano | Thérèse Nguyen Christiane Herzog         |
| Leichtgewicht (bis 56 kg)      | Gerda Winklbauer   | Dawn Netherwood   | Rebecca Ljungbergh Elisabetta Ricciato   |
| Halbmittelgewicht (bis 61 kg)  | Ingrid Berg        | Martine Rottier   | Jeannine Peeters Gloria Monti            |
| Mittelgewicht (bis 66 kg)      | Karin Krüger       | Verena Rothacher  | Paulette Fouillet Marie-France Mill      |
| Halbschwergewicht (bis 72 kg)  | Barbara Claßen     | Catherine Pierre  | El Vermeer Avril Malley                  |
| Schwergewicht (über 72 kg)     | Christiane Kieburg | Margit Schmutzer  | Giovanna Parenti Muriel Samery           |
| Offene Klasse                  | Verena Rothacher   | Jocelyne Triadou  | Marie-France Mill Avril Malley           |

## Medaillenspiegel
| Rang | Land                   | Gold | Silber | Bronze | Gesamt |
| ---- | ---------------------- | ---- | ------ | ------ | ------ |
| 1    | BR Deutschland         | 4    | -      | 1      | 5      |
| 2    | Österreich             | 2    | 1      | -      | 3      |
| 3    | Vereinigtes Königreich | 1    | 1      | 2      | 4      |
| 4    | Schweiz                | 1    | 1      | 1      | 3      |
| 5    | Frankreich             | -    | 4      | 3      | 7      |
| 6    | Spanien                | -    | 1      | 1      | 2      |
| 7    | Italien                | –    | -      | 3      | 3      |
| 7    | Belgien                | –    | -      | 3      | 3      |
| 9    | Niederlande            | –    | –      | 1      | 1      |
| 9    | Schweden               | –    | –      | 1      | 1      |
|      | Total                  | 8    | 8      | 16     | 32     |